# 石原健三
石原 健三（いしはら けんぞう、1864年2月20日（文久4年1月13日） - 1936年（昭和11年）9月4日）は、日本の内務官僚、裁判官、政治家。枢密顧問官、貴族院議員。位階勲等は正二位勲一等。

## 経歴
備前国邑久郡、後の岡山県邑久郡笠加村出身。農業・石原庫平の三男として生まれる。岡山中学、大学予備門を経て、1889年（明治22年）7月、東京帝国大学法科大学法律学科（英法）を卒業。判事試補となり京橋区治安裁判所勤務となる。以後、司法省参事官試補、民事局勤務、長崎控訴院書記長、熊本地方裁判所判事などを歴任。
1892年（明治25年）10月、内務省に転じ、茨城県参事官、同県内務部第一課長兼第三課長、大阪府参事官、香川県警察部長、岐阜県書記官を歴任。1899年（明治32年）8月、内務省参事官・官房文書課長に就任し、さらに内務書記官・警保局保安課長を務めた。
1901年（明治34年）8月、山梨県知事に任命され、千葉県、高知県、静岡県、愛知県、神奈川県の各知事、北海道庁長官を歴任した。
高知県知事時代は、長年の懸案事項だった県営水力電気事業の推進に尽力している。
1915年（大正4年）8月、宮内次官に就任し、1921年（大正10年）8月まで在任。1922年（大正11年）10月4日、貴族院勅選議員となり、1927年（昭和2年）5月31日まで務める。その後、枢密顧問官となり死去するまで在任。1930年（昭和5年）3月には竹田宮附別当に就任している。1936年（昭和11年）9月4日薨去。享年73歳。墓所は多磨霊園1区1種1側5番。

## 栄典
位階
- 1899年（明治32年）6月20日 - 正六位[8]
- 1903年（明治36年）11月10日 - 正五位[9]
- 1909年（明治42年）9月20日 - 従四位[10]

勲章等
- 1906年（明治39年）4月1日 - 勲三等旭日中綬章[11]・明治三十七八年従軍記章[12]
- 1915年（大正4年）11月10日 - 大礼記念章（大正）[13]
- 1916年（大正5年）1月19日 - 勲一等瑞宝章[14]
- 1921年（大正10年）7月1日 - 第一回国勢調査記念章[15]

## 著訳書
著書
- 『政治原論』博文館、1890年。
- 『法理学』博文館、1890年。
- 天野為之との共著『英国憲法精理』冨山房、1889年。

訳書
- 木下新三郎との共訳、クレーン著『政治学』冨山房、1891年。